# Portugal nos Jogos Mundiais de 2022
Portugal competiu nos Jogos Mundiais de 2022, comumente denominados Birmingham 2022, em Birmingham (AL), nos Estados Unidos da América, entre 7 e 17 julho de 2022. Foi a terceira edição dos Jogos Mundiais sediada na América, depois de Santa Clara, CA (1981) e em Cali (2013). Birmingham sediou os Jogos Mundiais pela primeira vez.
Os atletas portugueses têm competido em todas as edições dos Jogos Mundiais desde a estreia de Portugal nos Jogos Mundiais de 1981 em Santa Clara, Califórnia. A melhor participação portuguesa na competição foi precisamente nesta edição, nos Jogos Mundiais de 2022 em Birmingham (AL), em que o Comité Olímpico de Portugal conseguiu 5 medalhas e o 36º lugar no medalheiro.
Para os Jogos Mundiais de 2022, foram inicialmente qualificados 45 atletas em 5 modalidades. A realocação de quotas, na sequência da desistência de alguns atletas, abriu a possibilidade para que mais dois atletas portugueses se juntassem à Equipa Portugal, nomeadamente na modalidade de Muaythai. Assim, a poucos dias do início da competição, a Missão Portuguesa sobiu o contigente para 47 atletas. Nestes Jogos Mundiais houve a estreia para o Corfbol e o Kickboxing.

## Atletas e Modalidades

### Calendário
O calendário do Comité Olímpico de Portugal de eventos e competições para os Jogos Mundiais de 2022, segundo o calendário da entidade organizadora.
| CA | Cerimónia de Abertura | CE | Cerimónia de Encerramento |  | Evento Competição |

|                                              | 07 | 08 | 09 | 10 | 11 | 12 | 13 | 14 | 15 | 16 | 17 |
| -------------------------------------------- | -- | -- | -- | -- | -- | -- | -- | -- | -- | -- | -- |
| Cerimónias                                   | CA |    |    |    |    |    |    |    |    |    | CE |
| Canoagem (Maratona) (Estreia)                |    |    |    |    |    |    |    |    |    |    |    |
| Corfbol (Estreia)                            |    |    |    |    |    |    |    |    |    |    |    |
| Ginástica (Acrobática; Aeróbica; Trampolins) |    |    |    |    |    |    |    |    |    |    |    |
| Kickboxing (Estreia)                         |    |    |    |    |    |    |    |    |    |    |    |
| Muaythai                                     |    |    |    |    |    |    |    |    |    |    |    |
| Patinagem (Artística; Velocidade)            |    |    |    |    |    |    |    |    |    |    |    |
|                                              | 07 | 08 | 09 | 10 | 11 | 12 | 13 | 14 | 15 | 16 | 17 |

|                                              | 07 | 08 | 09 | 10 | 11 | 12 | 13 | 14 | 15 | 16 | 17 |
| -------------------------------------------- | -- | -- | -- | -- | -- | -- | -- | -- | -- | -- | -- |
| Canoagem (Maratona) (Estreia)                | 2  |    |    |    |    |    |    |    |    |    |    |
| Corfbol (Estreia)                            | 14 |    |    |    |    |    |    |    |    |    |    |
| Ginástica (Acrobática; Aeróbica; Trampolins) | 21 |    |    |    |    |    |    |    |    |    |    |
| Kickboxing (Estreia)                         | 2  |    |    |    |    |    |    |    |    |    |    |
| Muaythai                                     | 4  |    |    |    |    |    |    |    |    |    |    |
| Patinagem (Artística; Velocidade)            | 4  |    |    |    |    |    |    |    |    |    |    |
| TOTAL                                        | 47 | -  | -  | -  | -  | -  | -  | -  | -  | -  | -  |

### Atletas
A lista de atletas portugueses qualificados para os Jogos Mundiais de 2022.
| Modalidade                                   | Homens | Mulheres | Total |
| -------------------------------------------- | ------ | -------- | ----- |
| Canoagem (Maratona) (Estreia)                | 1      | 1        | 2     |
| Corfbol (Estreia)                            | 7      | 7        | 14    |
| Ginástica (Acrobática; Aeróbica; Trampolins) | 5      | 16       | 21    |
| Kickboxing (Estreia)                         | 1      | 1        | 2     |
| Muaythai                                     | 3      | 1        | 4     |
| Patinagem (Artística; Velocidade)            | 3      | 1        | 4     |
| Total                                        | 20     | 27       | 47    |

## Conquistas

### Medalhas
Portugal obteve no total da sua participação nos Jogos Mundiais de 2022, _ medalhas.
| Medalha | Medalha | Atleta | Modalidade | Prova | Data |
| ------- | ------- | ------ | ---------- | ----- | ---- |
| 1       |         |        |            |       |      |

## Canoagem de Maratona
- Maria Rego Gomes
- José Ramalho

## Corfebol

### Equipa Mista
- Ana Beatriz Guita
- Catarina Frade
- Catarina Correia
- Hugo Fernandes
- Inês Santos
- Isabel Almeida
- João Almeida
- Júlio Ruivo
- Luíse Ruivo
- Pedro Correia
- Sebastião Condado
- Sofia Gomes
- Tiago Luz
- Tomás Lourenço

## Ginástica Acrobática

### Par feminino
- Ana Rita Teixeira
- Rita Ferreira

### Par masculino
- Bruno Ramalho
- Fábio Beco

### Par misto
- Maria Rita Marvão
- Dinis Cardoso

### Grupo feminino
- Bárbara Sequeira
- Francisca Maia
- Beatriz Carneiro

## Ginástica Aeróbica

### Dance
- Beatriz Brandão
- Bruna Silva
- Carolina Cruz
- Carolina Santos
- Diana Diogo
- Joana Almeida
- Joana Matos
- Maria Coutinho

## Ginástica de Trampolins

### Duplo Mini-Trampolim
- Diana Gago
- Tiago Romão

### Tumbling
- Matilde Girão
- André Palma

## Kickboxing

### K1 Style
- Ana Sofia Oliveira
- Tiago Santos

## Muaythai

### Muay
- Diogo Calado
- Gonçalo Noites
- Matilde Rodrigues
- Rui Botelho

## Patinagem Artística

### Dance
- Ana Luisa Walgode
- Pedro Walgode

### Freeskating
- Diogo Craveiro

### Velocidade
Em competição de 8 (9 em PT) de Julho a 11 de Julho de 2022.
| Atleta       | Prova                       | Final Direta | Final Direta |
| Atleta       | Prova                       | Performance  | Posição      |
| ------------ | --------------------------- | ------------ | ------------ |
| Miguel Bravo | Pista p/ Pontos 10.000m     |              |              |
| Miguel Bravo | Pista p/ Eliminação 10.000m |              |              |